# APC-Resistenz
APC-Resistenz (aktivierte-Protein-C-Resistenz) bezeichnet die Widerstandsfähigkeit des aktivierten Faktors V (FVa) der Gerinnungskaskade gegenüber aktiviertem Protein C (APC). Sie ist eine Blutgerinnungsstörung (Thrombophilie), die sich durch ein erhöhtes Vorkommen von Thrombosen (venösen Blutgerinnseln) auszeichnet.
Häufigste Ursache (> 95 %) ist ein genetisch bedingter Strukturdefekt, der den Blutgerinnungsfaktor V verändert – die sogenannte Faktor-V-Leiden-Mutation (Leiden steht dabei für die niederländische Stadt, in der die Erstbeschreibung der Mutation gelang). Protein C verhindert normalerweise in der Gerinnungskaskade gemeinsam mit dem Co-Faktor Protein S eine überschießende Gerinnungsreaktion. Durch die Mutation in der „Andockstelle“ für das aktivierte Protein C wird der aktivierte Gerinnungsfaktor V deutlich schlechter abgebaut, es besteht also eine erhöhte Thromboseneigung, eine Thrombophilie. Hiervon abzugrenzen ist ein Mangel des Gerinnungsfaktors V, der mit einem erhöhten Blutungsrisiko einhergeht.
Besonders bei jüngeren Patienten (20 bis 40 Jahre) ist die APC-Resistenz für bis zu 30 % aller Thrombosen verantwortlich. Bei zusätzlicher Einnahme hormoneller Kontrazeptiva erhöht sich das Thromboserisiko bei heterozygoten Frauen erheblich, bei einer homozygoten Frau um das bis zu 200-fache.
Eine Möglichkeit zur ursächlichen Therapie der APC-Resistenz besteht nicht. Je nach Risiko und Begleitumständen (Übergewicht, Operation, lange Flugreise, Bettlägerigkeit) kann eine Thromboseprophylaxe, z. B. mit Heparinspritzen, angezeigt sein. Im Rahmen einer Schwangerschaft wird aufgrund der gesteigerten Thrombosegefahr bei Frauen mit zusätzlichen genetischen Defekten der Blutgerinnung wegen der geringeren Nebenwirkungen niedermolekulares Heparin eingesetzt.
Der Gendefekt wird von den Eltern an Kinder beider Geschlechter weitergegeben, es kommt bei Kindern beiderlei Geschlechts zur Mutation des Faktors V. Als Therapie nach einer Thrombose oder Lungenembolie eignet sich eine Antikoagulation mit z. B. Heparinen, Phenprocoumon oder zugelassenen direkten oralen Antikoagulanzien.